# Yamaha GEP 50
| Yamaha GEP 50 | Yamaha GEP 50      |
| ------------- | ------------------ |
| Typ           | Audioprozessor     |
| Hersteller    | Yamaha Corporation |
| Zeitraum      | 1987–1988          |
| Land          | Japan              |
| Anwendung     | Musikinstrumente   |

Das Yamaha GEP 50 ist ein ehemaliges Multieffektgerät und Audioprozessor des japanischen Elektroherstellers Yamaha Corporation. Das Gerät wurde von 1987 bis 1988 speziell für Systeme von E-Gitarren und E-Bässen hergestellt. Heute ist das „Yamaha GEP 50“ ein beliebtes Sammlerstück und gebraucht für 160 bis 200 Euro erhältlich.

## Technische Daten
Das Effektgerät wurde vom Werk mit 50 voreingestellten Effekten ausgestattet. Diese waren zum Beispiel Hall-Effekte, Delay-Effekte, Verzerrer, Chorus-Effekte, Phaser- und Wah-Wah-Effekte. Weitere 100 freiwählbare Speicherplätze standen dem Benutzer zur Verfügung, um eigens kreierte Klangeinstellungen dauerhaft zu speichern und mit einer Programmnummer zu benennen. Diese sogenannten „Patches“ konnten entweder per Hand oder Fußschalter (Klinkeneingang oder MIDI-Buchse) ausgewählt werden. Der Prozessor konnte entweder mono oder stereo verwendet werden. Die elektrischen Kennwerte zeigen, dass das „Yamaha GEP 50“ einen Frequenzgang von 20 Hz bis 12 kHz, einen Dynamikbereich von über 80 dB sowie einen Gesamtklirrfaktor von unter 0,1 Prozent aufweist.

## Verwendung

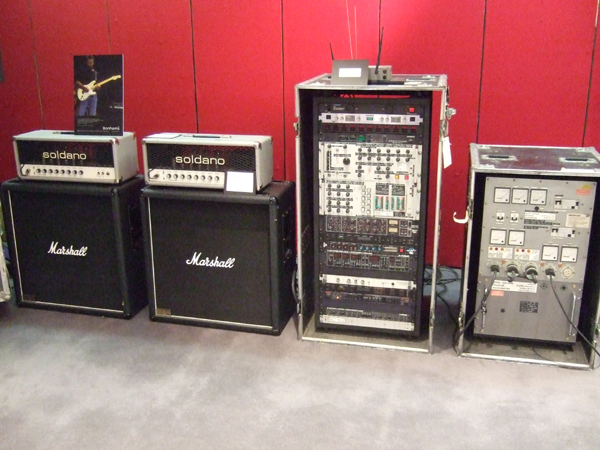
Ein „GEP 50“ in Eric Claptons Racksystem (fünftes von unten).

Der britische Rockgitarrist- und Sänger Eric Clapton nutzte ein „Yamaha GEP 50“ von 1989 bis 1996 als Teil seines Soldano/Cornish Guitar Routing System, welches von Pete Cornish und Michael J. Soldano, Jr. entwickelt wurde. Im System kam das Effektgerät während Claptons Journeyman World Tour, seiner Welttournee von 1992 sowie bei den Proben zu der From the Cradle World Tour zum Einsatz. Außerdem ist es auf dem Studioalbum Journeyman und dem Live-Album/Video 24 Nights zu hören. Zu weiteren Künstlern, die den Audioprozessor nutzen, zählen unter anderem die englische Singer-Songwriterin Bilinda Butcher, der deutsche Gitarrist Julian Wolf, der australische Gitarrist Peter Mengede, sowie der britische Rockmusiker Johnny Marr. Der Gitarrist Joe Walsh von den Eagles bewarb das Gerät in den 1980er Jahren und formulierte:

“I’ve used all kinds of effects and I throw most of them away because they don’t make sense for the guitar. What you get for the effect isn’t worth putting in your signal path. The GEP 50 is really guitarist-friendly. It offers the widest variety of usable guitar effects that I’ve come across, and you don’t have to go back to college to learn how to use it. I can run through all the programs, change the parameters easily, and get a varied and wide assortment of really appropriate sounds. The GEP 50 gives me things I wasn’t initially going for. But I always end up with a great guitar sound. It never lets me down.”

„Ich habe alle möglichen Arten von Effektgeräten ausprobiert und ich schmeiße die meisten davon weg, weil sie für die Gitarre keinen Sinn ergeben. Es ist nicht wert, dass Effekt das Du bekommst durch Dein Signal zu schleifen. Das GEP 50 ist Gitarristen-freundlich. Es bietet die größte Vielfalt an nützlichen Gitarreneffekten, die ich gesehen haben und Du musst nicht zurück auf das College gehen, um zu lernen es zu benutzen. Ich kann durch alle Programme schalten, die Parameter einfach ändern und bekomme eine große Sammlung an vernünftigen Klängen. Das GEP 50 gibt mir nicht die Dinge, die ich ursprünglich wollte, aber ich ende immer mit einem großartigen Gitarren-Sound. Es lässt mich nie im Stich.“